# Хересный бренди

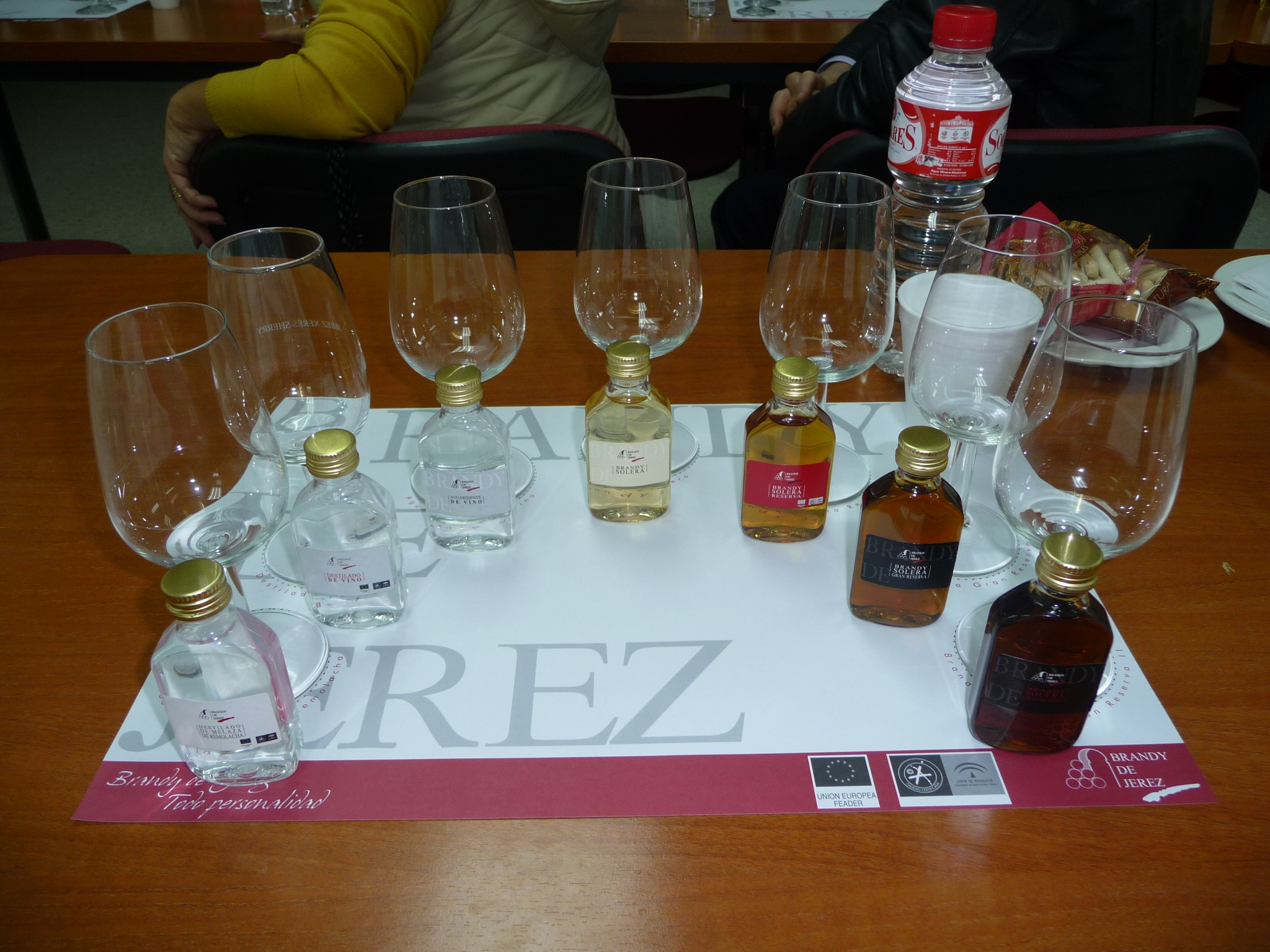
Хересный бренди

Хе́ресный бренди (исп. Brandy de Jerez) — традиционный испанский алкогольный напиток крепостью от 36 до 45 градусов, производимый из винных дистиллятов, выдерживаемых более 6 месяцев в специальных дубовых бочках из-под хереса. Также некоторые производители хересного бренди могут подслащивать свой бренди хересом.
Производится на протяжении нескольких столетий на юге Испании. Выдержка хересного бренди разрешена только в особой области в Андалусии, называемой «Хересным треугольником», который располагается в провинции Кадис между городами Хере́с-де-ла-Фронтера, Санлукар-де-Баррамеда и Эль-Пуэрто-де-Санта-Мария.

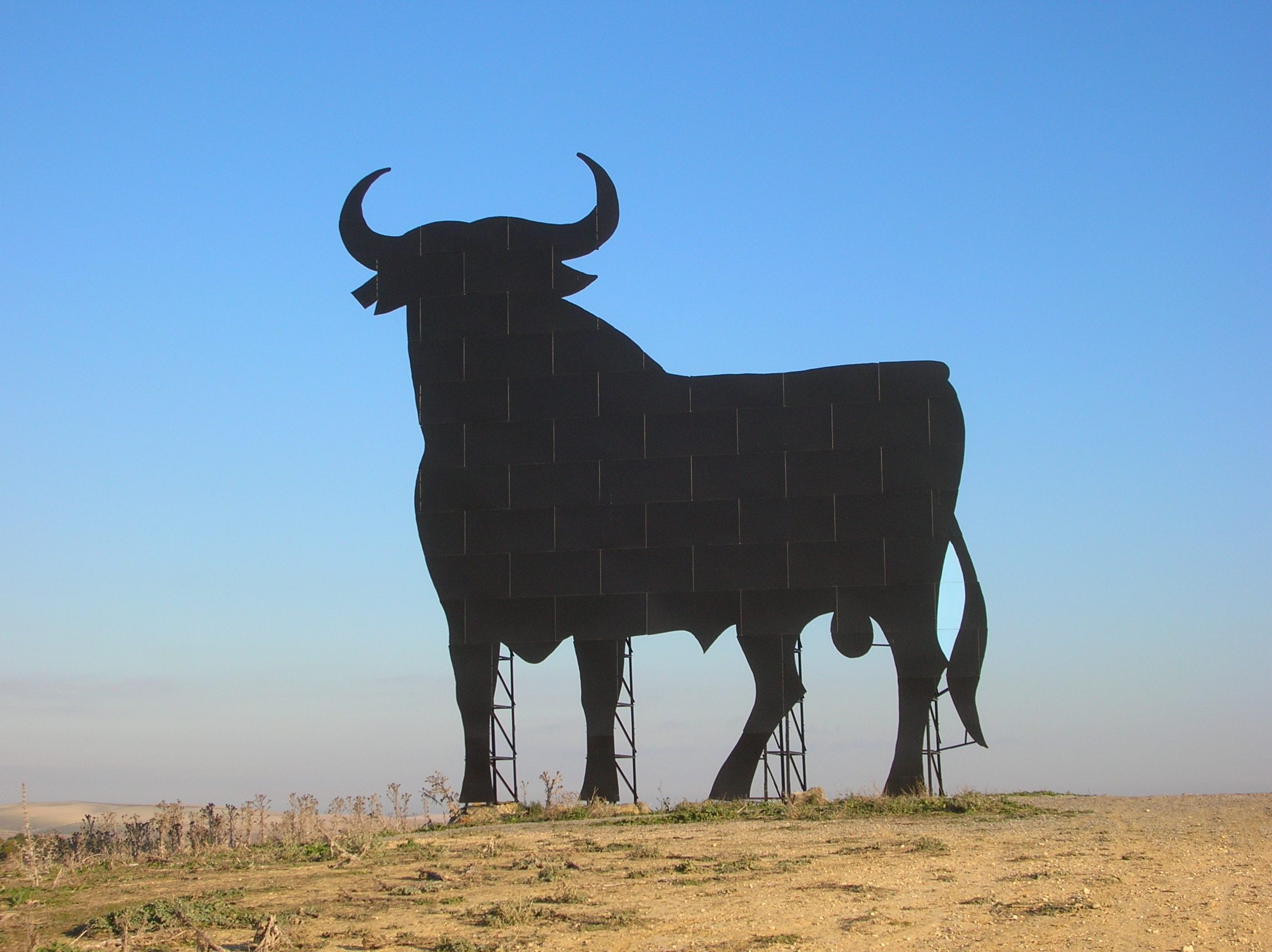
Бык Осборна начинал как реклама бренди Veterano, а стал национальным символом Испании

Для изготовления напитка используют виноград сортов Айрен и Паломино.
В год производится около 76 млн бутылок этого напитка.
90—92% хересного бренди производится в хересном треугольнике, остальные 8—10% — это бренди в хересном стиле, т. е. законодательно такой бренди нельзя назвать хересным, но он выдерживается в хересных бочках.
По-английски называется «шерри-бренди» (sherry brandy). Не следует путать с «черри-бренди» (cherry brandy), вишнёвым ликёром.

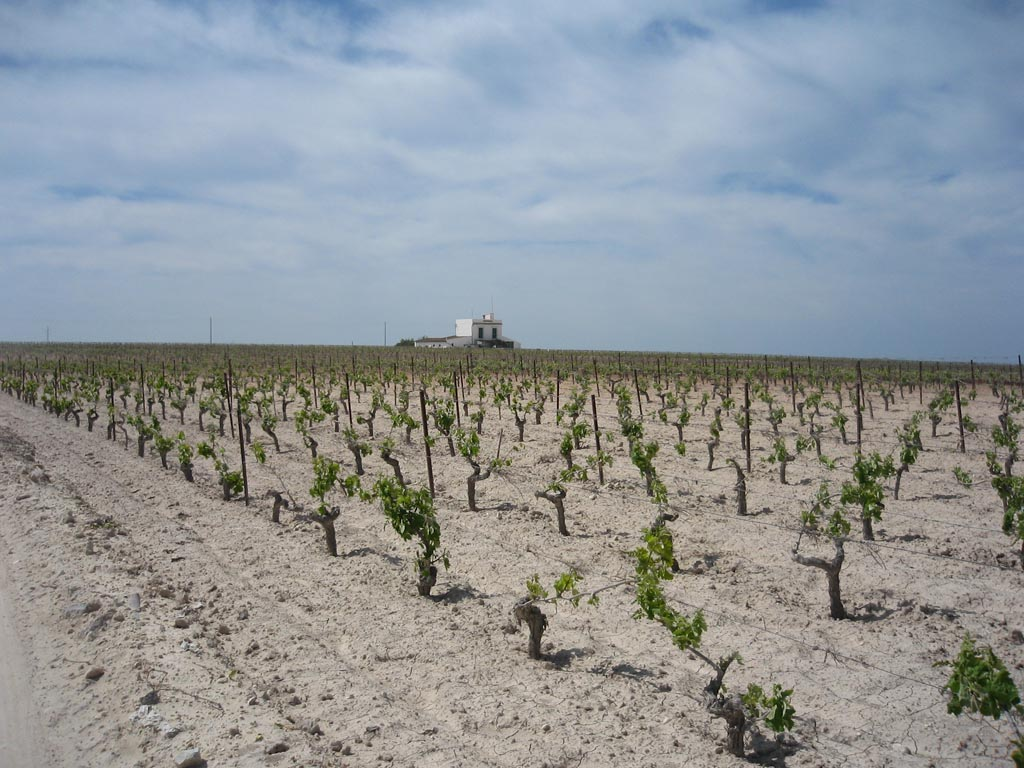
Виноград

## Классификация
Классифицируется по срокам выдержки:
- Solera — выдержка не менее 6 месяцев
- Solera Reserva — выдержка не менее трех лет
- Solera Gran Reserva — выдержка не менее 10 лет

В начале 2006 года торгово-экономический отдел посольства Испании в РФ начал продвижение хересного бренди на российском рынке.

## Ведущие производители

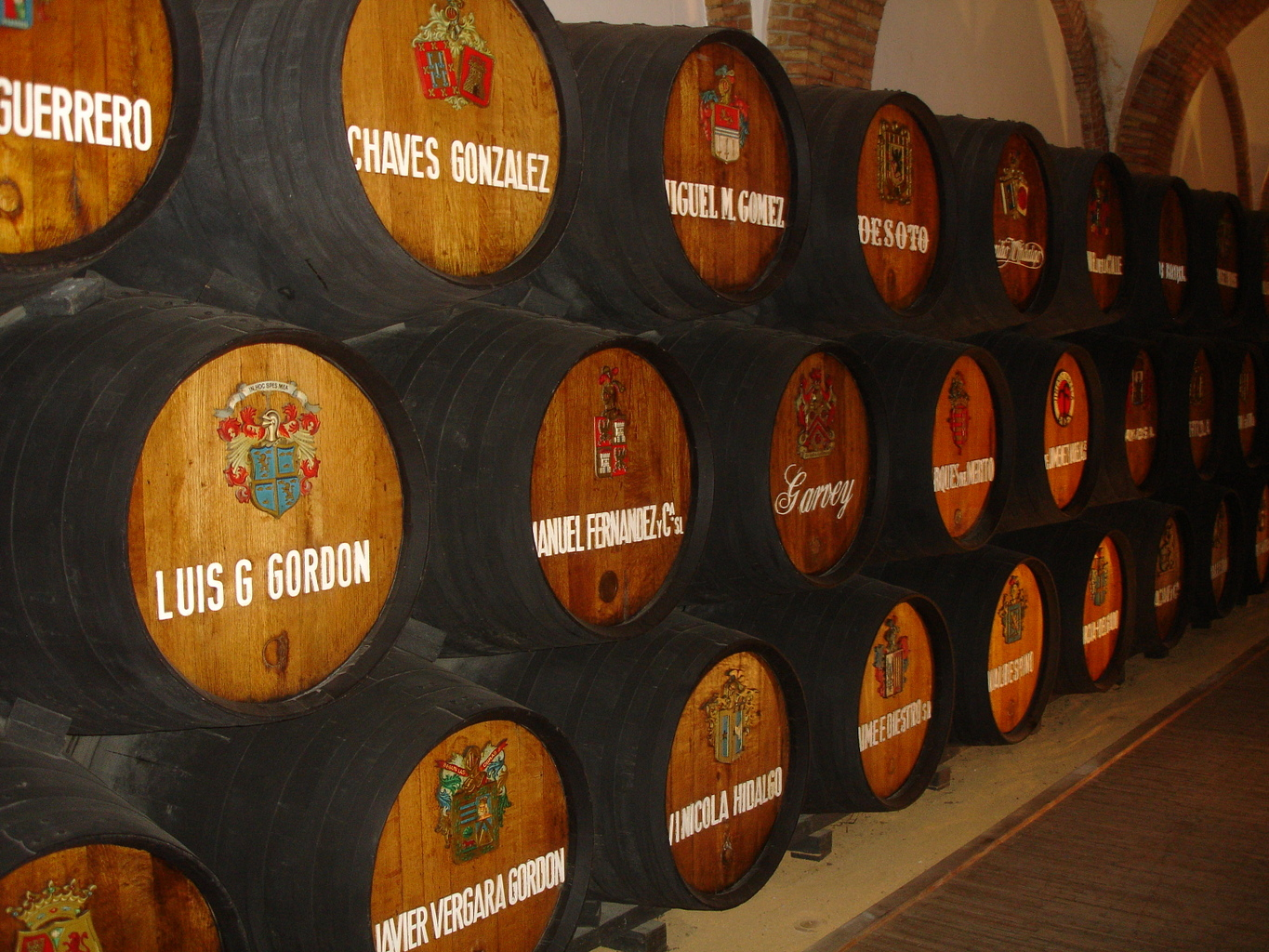
Хересный бренди

- Gonzalez Byass
- Grupo Garvey
- Grupo Estevez
- Sanchez Romate
- Williams & Humbert